# Fructaan

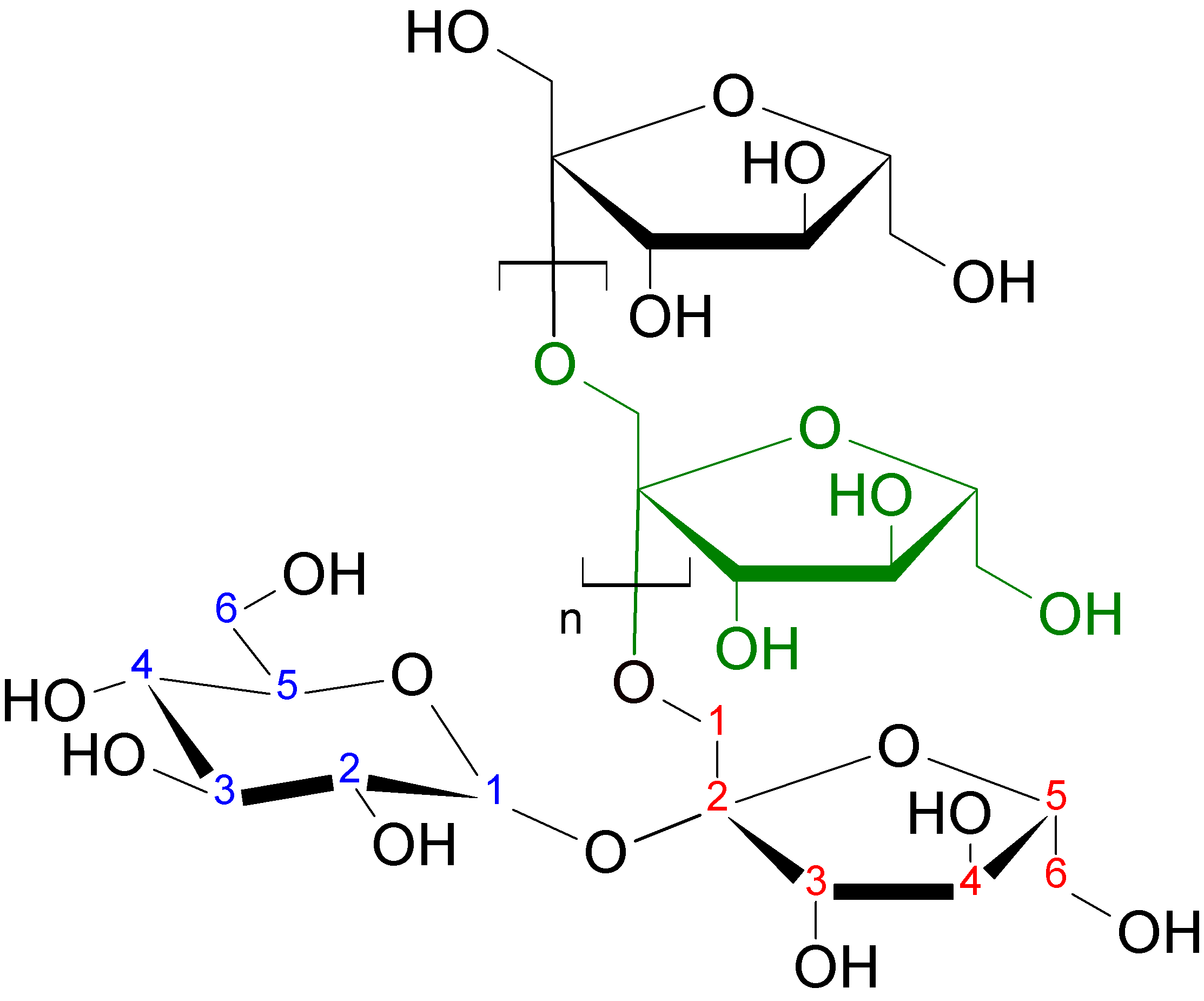
Structuurformule van inulinen, een lineaire fructaan met een eindstandig α-D-glucose met 1→2-binding

Structuurformules van fructanen. De groene fructose-ring komt 0 tot n keer voor.
Boven: 1-kestose.
Midden: 6-kestose.
Onder: gemengde vorm (bijvoorbeeld. 6,6&1 kestopentaose)

Een fructaan is een polymeer van fructosemoleculen met één sacharosemolecuul. Ze komen onder andere voor in cichorei, artisjok, asperge, prei, uien, yacón, tarwe en sommige bacteriën.
Fructanen komen ook voor in grassen. Bij de Poales, waar ook de grassen toe behoren, komen verschillende en soms zeer complexe fructanen voor. Bij veel zonneschijn en tegelijkertijd lage temperaturen, zoals die kunnen voorkomen in de late herfst en het vroege voorjaar, wordt bij grassen de energie als tussenopslag opgeslagen in fructanen. Hierdoor kan bij paarden hoefbevangenheid optreden.

## Typen
Naar de bindingsplaats van de fructosylresten aan het sacharosemolecuul worden drie fructaantypen onderscheiden:
- 1-Kestose: Inuline - lineaire fructanen meestal gebonden met β(2→1) glycosidische bindingen. Ze komen voor bij de plantenorden Asterales, Boraginaceae en Dipsacales.
- 6-Kestose: Levan of phleine - lineaire fructanen meestal gebonden met β(2→6) glycosidische bindingen[1] Ze komen voor bij enkele groepen bacteriën.
- Neokestose: Graminan - vertakte fructanen gebonden met beide β(2→1) en β(2→6) glycosidische bindingen. Ze komen voor bij de plantenorden Liliales en Asparagales.

## 'Hogere planten'
Planten die hun reservevoedsel opslaan in de vorm van fructanen, kunnen lage temperaturen overleven omdat de fructanen voor vorsttolerantie zorgen. Ze binden aan membranen, waardoor ze bijdragen aan het intact houden van de cellen.

### Fructaangehalte in producten
| Aardpeer               | 16.0-20.0% |
| Artisjok               | 2.0-6.8%   |
| Asperge                | 1.4-4.1%   |
| Gerstekorrels (onrijp) | 22%        |
| Smeerkaas              | 4.5%       |
| Chocolade              | 9.4%       |
| Ui                     | 1.1-10.1%  |
| Rogge-zemelen          | 7%         |
| Roggekorrels           | 4.6-6.6%   |
| Tarwe-bloem            | 1-4%       |
| Pasta                  | 1-4%       |
| Witbrood               | 0.7-2.8%   |

## 'Lagere planten'
Fructanen komen ook voor bij enkele groenwieren (Dasycladales, Cladophorales) en mossen (Sphagnales, Jungermanniales). In varens en naaktzadigen zijn nog geen fructanen gevonden.

## Bacteriën
Fructanen komen bij enkele groepen bacteriën voor en worden dan levanen genoemd. Levan heeft een hoge polymerisatiegraad, tot meer dan 100. De biosynthese van de levanen is duidelijk verschillend van de biosynthese van fructanen bij de 'hogere planten'.